# (31471) Sallyalbright
1999 CJ36 (asteroide 31471) é um asteroide da cintura principal. Possui uma excentricidade de 0.07919210 e uma inclinação de 6.05120º.
Este asteroide foi descoberto no dia 10 de fevereiro de 1999 por LINEAR em Socorro.